# Garby (Wola Krogulecka)
Garby (dawn. Ryczanów-Garby) – część wsi Wola Krogulecka w Polsce, położona w województwie małopolskim, w powiecie nowosądeckim, w gminie Stary Sącz.
W latach 1975–1998 miejscowość administracyjnie należała do województwa nowosądeckiego.